# Wayapi
Die Wayapi, auch Oyampi oder Wajãpi, sind ein Volk südamerikanischer Tieflandindianer der Sprachgruppe Tupí-Guaraní. 
Erstkontakte entstanden vermutlich vor rund 250 Jahren. Mit ca. 10.000 Personen stellten die Wayapi im 18. und 19. Jahrhundert eine der wichtigsten indigenen Bevölkerungsgruppen im Nordosten Brasiliens dar. Andere indigene Völker fürchteten die Wayapi, die als militant organisierte, grausame Krieger und Kannibalen galten. 

## Terra Indígena Waiãpi
Heutige Siedlungsgebiete liegen im Bundesstaat Amapá, hier im rund 6070 km² großen Reservat Terra Indígena Waiãpi, im Süden in Pará und im Norden in Französisch-Guayana. Mit Stand 2010 wurde die Anzahl von 956 Personen angegeben, die in Amapá und Pará leben, sowie 2009 950 Indigene in Französisch-Guayana. Seit 1999 scheint sich die Bevölkerungszahl verdoppelt zu haben. 300 konnten sich ihre frühere Isolation erhalten. Ihre Dörfer liegen im Quellgebiet des Oyapock. Diese Urwaldregion wurde von der Regierung zum Sperrgebiet erklärt. Fremden ist der Zutritt streng untersagt, wird aber von goldsuchenden Garimpeiros unterlaufen.

## Kusiwa
Kusiwa ist die Bezeichnung für eine Bildsprache, die mit roten Naturfarben in geometrischen Motiven als Körperschmuck und auf Gegenständen angebracht wird. Mit Bildern wie „Jaguar“, „Schmetterling“ und „Fisch“ nimmt Kusiwa Bezug auf die Schöpfung und einen reichen Schatz an Volksmythen. Es bildet einen sozialen, religiösen, metaphysischen und ästhetischen Rahmen für die Wayapi, der sich durch ständige Erneuerung verändert.
Kusiwa wurde 2008 unter dem Titel Die verbalen und graphischen Ausdrucksweisen der Wayapi von der UNESCO in die Repräsentative Liste des immateriellen Kulturerbes der Menschheit aufgenommen.

## Trivia
1979 lebte die Österreicherin Elfie Stejskal für elf Monate bei den Wayapi-Indianern. Ihre Erinnerungen hat sie in einem Buch veröffentlicht.